# 마하치칼라 우이타시 공항

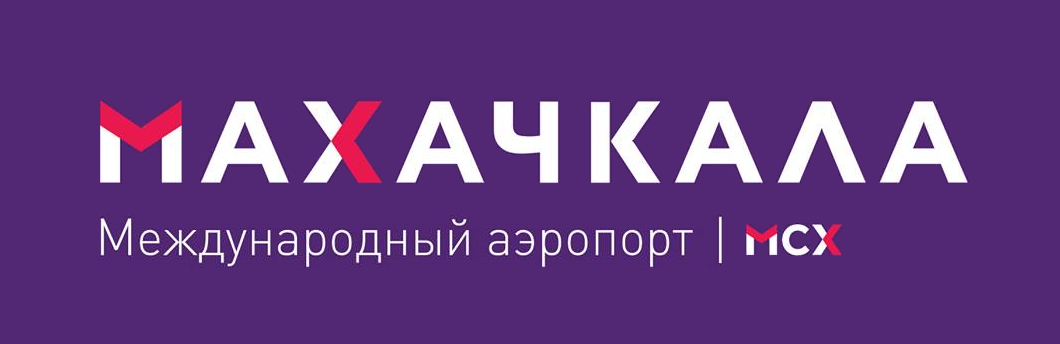

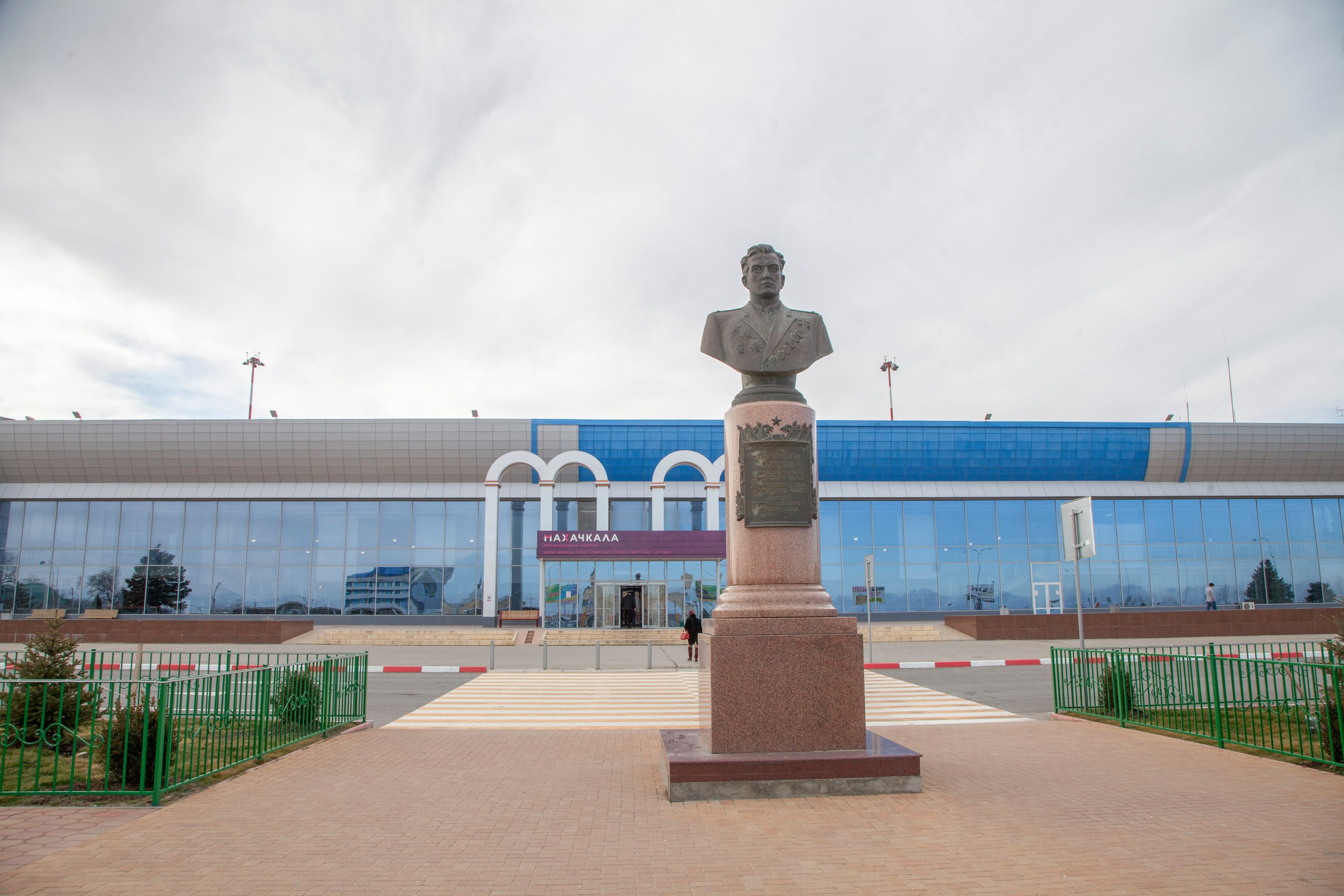

마하치칼라 우이타시 공항(러시아어: Аэропорт Махачкала Уйташ, IATA: MCX, ICAO: URML)은 마하치칼라 및 카스피스크 도시 근처에 위치한 민간 공항이다. 이 이름은 제2차 세계 대전 전투기 조종사이자 소련의 영웅이기도 한 아메트칸 술탄의 이름을 따서 명명되었다. 이 이름은 아메트칸이 자신의 기원을 분리하려는 시도로 공개적으로 제휴했던 크림 타타르인에 의해 논란의 여지가 있는 것으로 나타났다.
사우스 이스트 항공(구 다게스탄 항공)은 공항 부지에 본사를 두고 있었다.